# La Baume-Cornillane
La Baume-Cornillane är en kommun i departementet Drôme i regionen Auvergne-Rhône-Alpes i sydöstra Frankrike. Kommunen ligger i kantonen Chabeuil som tillhör arrondissementet Valence. År 2022 hade La Baume-Cornillane 452 invånare.

## Befolkningsutveckling
Antalet invånare i kommunen La Baume-Cornillane
Referens:INSEE